# Numbers (A Pythagorean Theory Tale)
Numbers (A Pythagorean Theory Tale) ist das neunte Studioalbum des Sängers und Songwriters Cat Stevens.

## Geschichte
Das elfte Album (inklusive Live- und Kompilationsalben) von Cat Stevens (heute Yusuf) erschien im November 1975. Es ist das erste und auch letzte Konzeptalbum, das er unter seinem Künstlernamen Cat Stevens veröffentlichte. Die Geschichte des Albums handelt von einem fernen Planeten namens Polygor, auf dem nur zehn Einwohner auf einem Schloss leben und im ganzen Universum Zahlen verteilen – einer davon ist die Hauptfigur Jzero, der sich durch seine Weisheiten als Prophet darstellt. 
Die Geschichte des Albums wurde mit Hilfe der britischen Humoristen Chris Bryant und Allan Scott verwirklicht; die Zeichnungen für das Album stammten von Stevens. Der kommerzielle Erfolg des Albums blieb aus, so dass sich Cat Stevens erstmals seit Tea for the Tillerman in den USA nicht mehr in den Top Ten platzieren konnte (USA: Platz 13; GB: keine Platzierung; Bundesrepublik Deutschland Platz 20). Die ausgekoppelten Singles Banapple Gas und Land O’Freelove & Goodbye verkauften sich ebenfalls schlecht.
Das Album wurde im Jahre 2001 in einer von Ted Jensen remasterten Version wiederveröffentlicht.

## Titelliste
Alle Titel wurden von Cat Stevens geschrieben.
1. Whistlestar – 3:47
2. Novim’s Nightmare – 3:52
3. Majik of Majiks – 4:31
4. Drywood – 4:56
5. Banapple Gas – 3:09
6. Land o’ Free Love & Goodbye – 2:48
7. Jzero – 3:47
8. Home – 4:13
9. Monad’s Anthem – 2:16